# Crônica de Nabonido

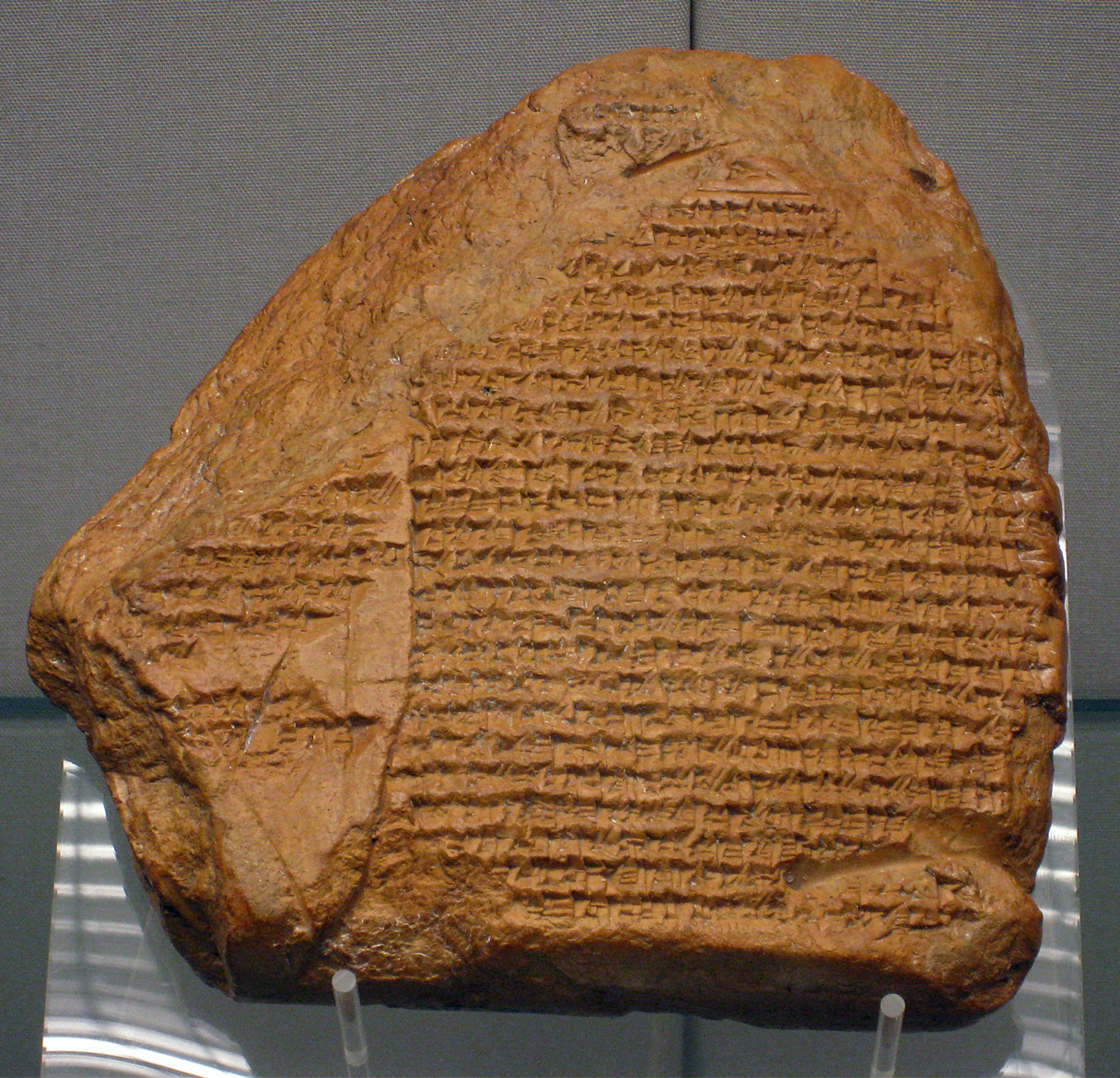
A Crônica de Nabonido

A Crônica de Nabonido registra os eventos durante o reinado do último rei da Babilónia (Nabonido) antes do rei Ciro, o Grande, do Império Aquemênida, conquistá-lo em outubro 539 a.C.. 
As crônicas encontradas estão danificas, com muitos espaços em branco ou lacunas em todo o registro, que, ainda assim, descreve como Ciro começou a  vencer várias campanhas militares contra a Assíria e o sudeste da Anatólia. Também descreve como conquistou o último rei Medo, Astíages por volta de 550 a.C., e o Reino da Lídia (547 a.C.):
| “ | [Décimo sétimo ano:] . . . No mês de tasritu, quando Ciro atacou o exército de Acade, em Ópis, no Tigre, os habitantes de Acade se revoltaram, mas ele (Nabonido) massacrou os habitantes confusos. No 14° dia, Sipar foi capturada sem batalha. Nabonido fugiu. No 16° dia, Gobrias (Ugbaru), governador de Gutium, e o exército de Ciro entraram em Babilônia sem batalha. Depois, Nabonido foi preso em Babilônia ao voltar (para lá). . . . No mês de arasamnu, no 3° dia, Ciro entrou em Babilônia, raminhos verdes foram espalhados diante dele — impôs-se à cidade o estado de "Paz" (sulmu). | ” |